# Vliegveld Ockenburg
Vliegveld Ockenburg was een Nederlands vliegveld uit 1919 dat tot 1946 heeft bestaan en lag in Kijkduin, een stadsdeel van Den Haag. Tijdens de meidagen van 1940 was Ockenburgh de plaats van hevige gevechten tussen de Duitse invallers en de Nederlandse verdedigers.

## De luchthaven die niet van de grond kwam
In 1919 probeerde een groep ondernemers uit Den Haag een vliegveld in de omgeving te vestigen. Hun oog viel op het landgoed Ockenburgh langs de weg van Loosduinen naar Kijkduin. De ambitieuze ideeën omvatten ook een Luchtvaarthuis naar model van het Amsterdamse Scheepvaarthuis, dat via de te verlengen Laan van Meerdervoort met de luchthaven moest worden verbonden. De plannen werden gepresenteerd op de luchtvaartshow ELTA in Amsterdam in september 1919.
Het ingehuurde architectenbureau kon het project echter niet aan en de gemeente Den Haag stelde zich aarzelend op. Toen ook de financiering niet rond kwam, werd het project overgedaan aan de Nederlandsch-Engelsche Technische Handelmaatschappij, de vertegenwoordiger van de Britse firma Vickers. De gehoopte investeringen door deze vliegtuigbouwer bleven echter uit, en na een driedaags vliegfeest rond de inmiddels gereedgekomen start- en landingsbaan werd het stil rond Ockenburg.

## Veroverd door en heroverd op Duitsland

### Duitse aanval

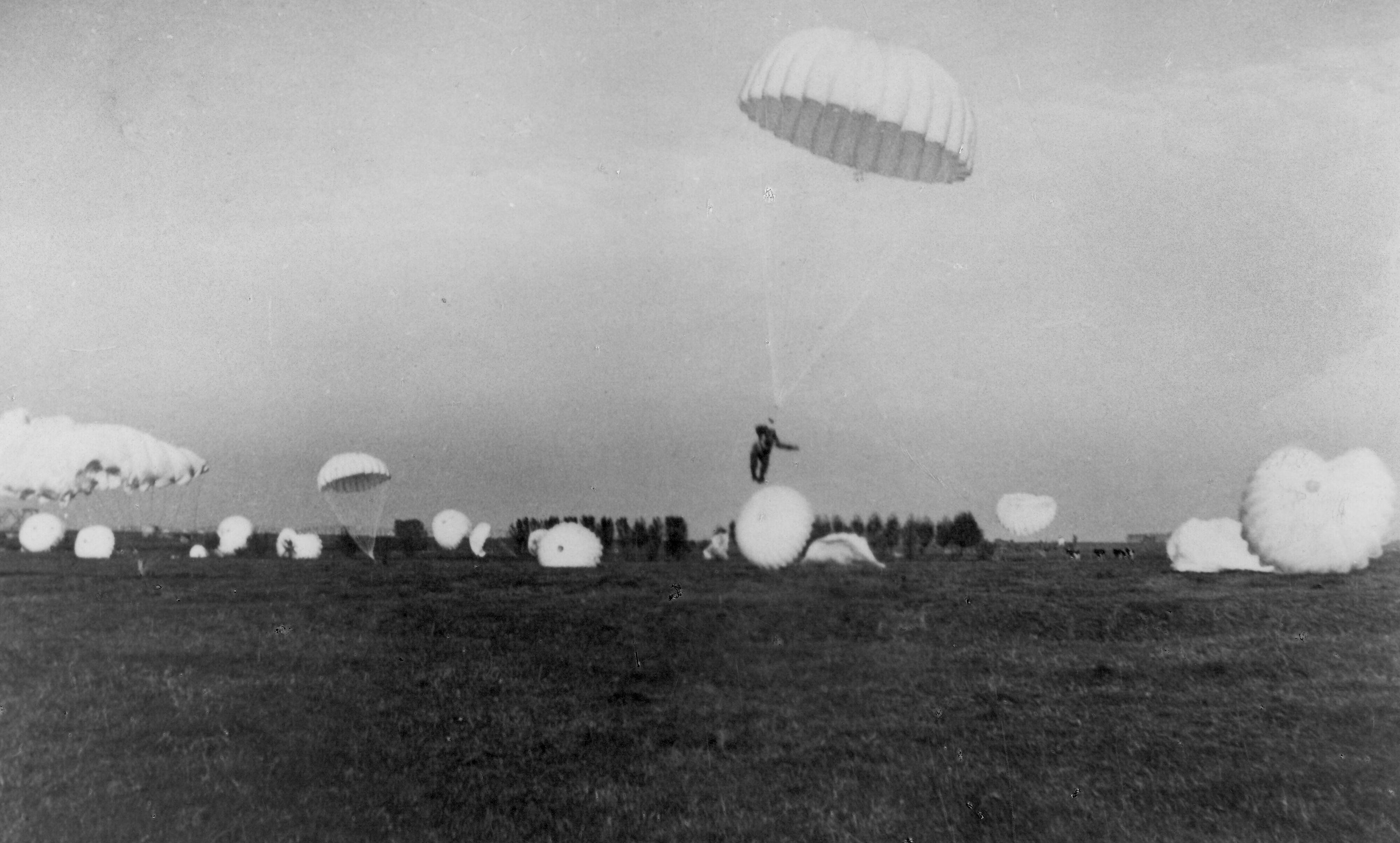
10 mei 1940: Duitse parachutisten landen op vliegveld Ockenburg

Ten tijde van de inval door Duitsland werd vliegveld Ockenburg verdedigd door de 22ste Depot Compagnie, 96 man in totaal, onder leiding van kapitein Pieter Jacob Adrianus Boot, die zelf in de strijd om het leven zou komen. Als zwaarste bewapening hadden ze de beschikking over drie lichte mitrailleurs. Zij zouden de strijd moeten aangaan met 700 tot 900 Duitse militairen.
In de nacht van 9 op 10 mei werden er overvliegende vliegtuigen gehoord. Kort voor zonsopgang vlogen hoog boven Ockenburgh vreemde vliegtuigen. Toen rond 4.00 uur het bombardement op vliegveld Ypenburg werd waargenomen beseften de mannen van Ockenburgh dat het oorlog was. Rond 4.45 uur landden kort na elkaar de Fokker D.XXI jachtvliegtuigen 217 en 228 en de Douglas 8a-3Ns 389 en 391 van het Nederlandse Wapen der Militaire Luchtvaart. Deze hadden munitie en benzine nodig. Alleen het eerste kon worden geleverd. Even later bestookte een aantal laag overvliegende Luftwaffe jagers het vliegveld. Er sprongen parachutisten af, gevolgd door Junkers Ju-52 transportvliegtuigen die op Ockenburgh neerstreken, in totaal 26 stuks. De Duitsers openden direct het vuur.
De rechter- en middensectie groepten samen rond de loodsen waarna een hevig vuurgevecht ontstond. De linkersectie weerde zich in het open veld. De meest oostelijk opgestelde mitrailleur werd na succesvol vuren tot zwijgen gebracht. De schutter sneuvelde. Al snel werd het vuuroverwicht van de Duitsers te groot. De rechter- en middensectie wilden terugtrekken op de aarden wal. Onder zware verliezen lukte dit enkelen. De linkersectie streed verder, maar moest nog voor 7.00 uur de strijd staken. Van de 96 manschappen waren er 24 gesneuveld en 18 gewond. Een onduidelijk aantal gaf zich over.

### Herovering
Het gevecht rond Ockenburgh bleef niet onopgemerkt. Militairen, administratief personeel, militaire werklieden, de muzikanten van de Koninklijke Militaire Kapel (dicht bij Ockenburgh gelegerd) - alles trok op, maar 'zonder enig verband' en meestal slechts licht bewapend. Ook het Wapen der Militaire Luchtvaart liet zich niet onbetuigd. Drie Fokker T.V toestellen, de 855, 856 en 862, bestookten het vliegveld. Minstens vier Ju-52s werden vernield. De 855 werd neergeschoten boven zee. Het was echter de bij Poeldijk opgestelde artillerie die de Duitsers van Ockenburgh verjoeg. Vanaf 8:00 uur bulderden de kanonnen. De Duitsers zochten al snel het beschutte terrein ten zuiden van Ockenburgh op. Pogingen om hen die dag daaruit te verdrijven, mislukten. Het 1e Bataljon Grenadiers heroverde Ockenburgh uiteindelijk.

## Galerij

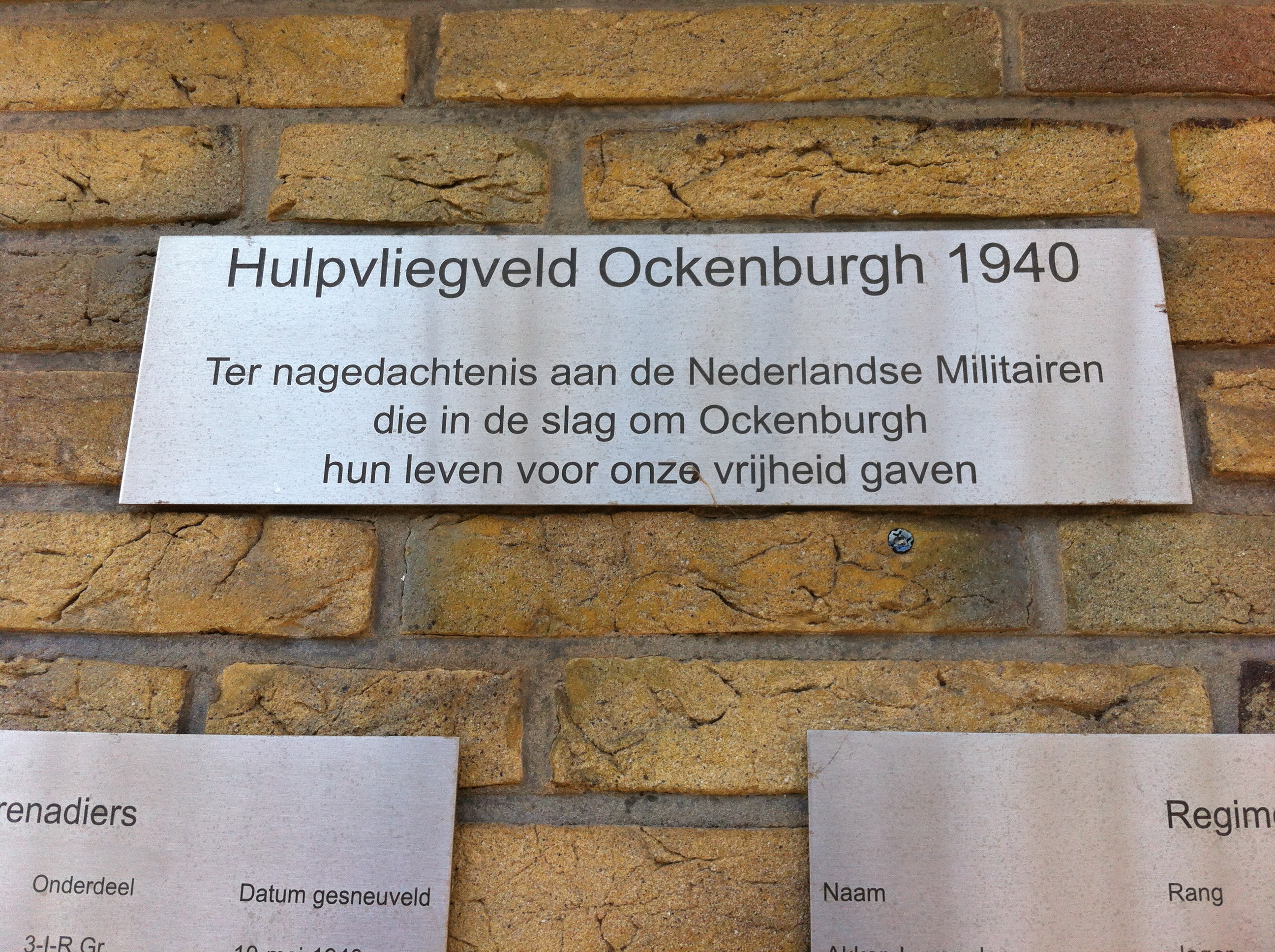
Plaquette ter nagedachtenis aan de Nederlandse militairen die in de Slag om Ockenburgh sneuvelden.
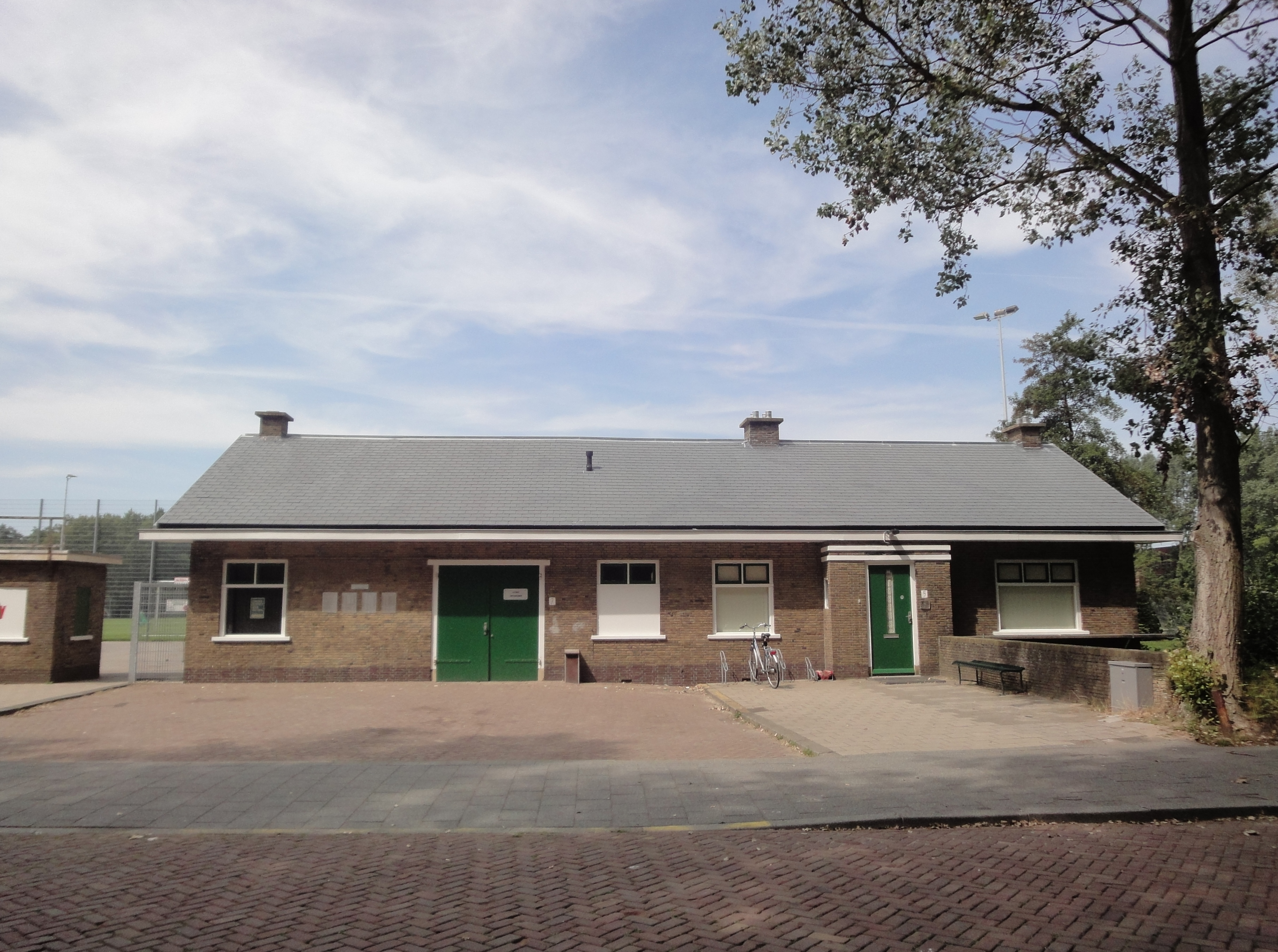
Portierswoning Vliegveld Ockenburgh.